# Église de la Trinité de Boston
Pour les articles homonymes, voir Église de la Sainte-Trinité.
 (septembre 2023).
Si vous disposez d'ouvrages ou d'articles de référence ou si vous connaissez des sites web de qualité traitant du thème abordé ici, merci de compléter l'article en donnant les références utiles à sa vérifiabilité et en les liant à la section « Notes et références ».
L’église de la Trinité (anglais : Trinity Church) est une église épiscopale du diocèse de Boston située à Copley Square dans le quartier de Back Bay, à Boston, dans le Massachusetts. La congrégation, qui s'élève actuellement à environ 3 000 ménages, a été fondée en 1733. Quatre offices ont lieu chaque dimanche et trois fois par semaine de septembre à juin. En plus du culte, la paroisse participe activement au service de la communauté, la pastorale, les programmes pour enfants et adolescents  et l'éducation chrétienne pour tous les âges.
Après la destruction de l'église de Summer Street lors du grand incendie de Boston de 1872, l'église actuelle est reconstruite sous la direction du recteur Phillips Brooks (1835-1893). Cet édifice est l'œuvre de Henry Hobson Richardson et l'archétype du style roman richardsonien, caractérisé par un toit couvert de tuiles, la polychromie, la pierre brute, des arcs lourds et une tour massive. Ce style a rapidement été adopté pour un certain nombre de bâtiments publics à travers les États-Unis.
L'édifice est inscrit au Registre national des lieux historiques le 1er juillet 1970 (sous le numéro 70000733) et est un National Historic Landmark depuis le 30 décembre 1970.

## Architecture
Le plan de l'édifice est une croix grecque modifiée avec quatre bras s'étendant vers l'extérieur de la tour centrale, qui se trouve à 64 mètres de hauteur. L'église est située à Copley Square, dans l'ombre de la John Hancock Tower. Ayant été construit dans Back Bay, qui était à l'origine une vasière, l'église de la Trinité repose sur environ 4 500 pieux en bois, remplis de gravier, de limon et d'argile constamment mouillés par la nappe d'eau de la baie de sorte qu'ils ne pourrissent pas s'ils sont exposés à l'air.

## Iconographie

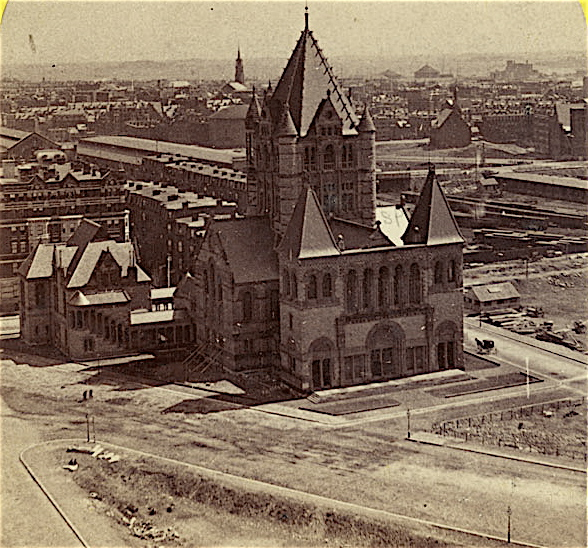
L'église de la Trinité en construction, vers 1875.
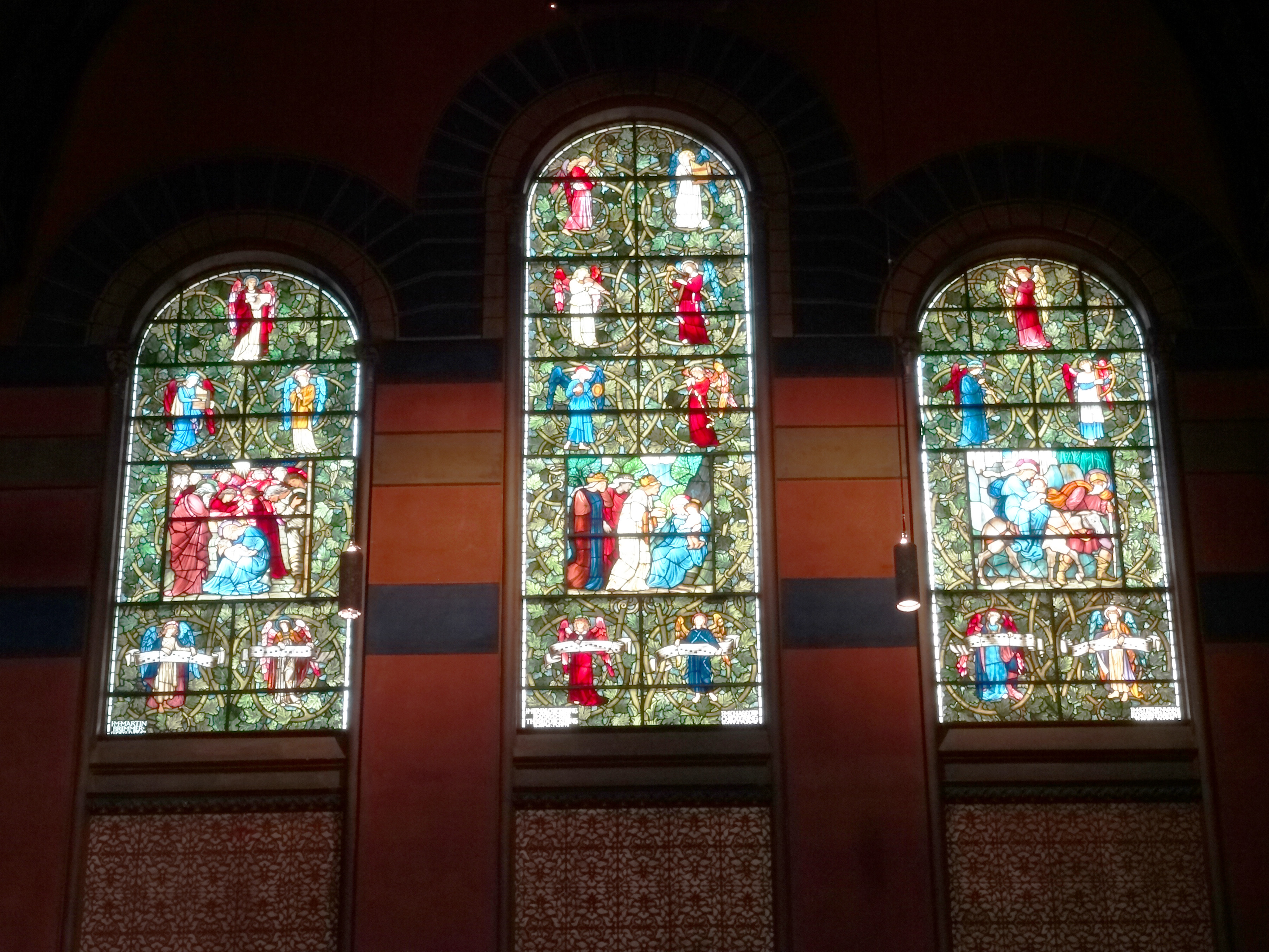
Vitrail la Nativité par Edward Burne-Jones et William Morris 1882.
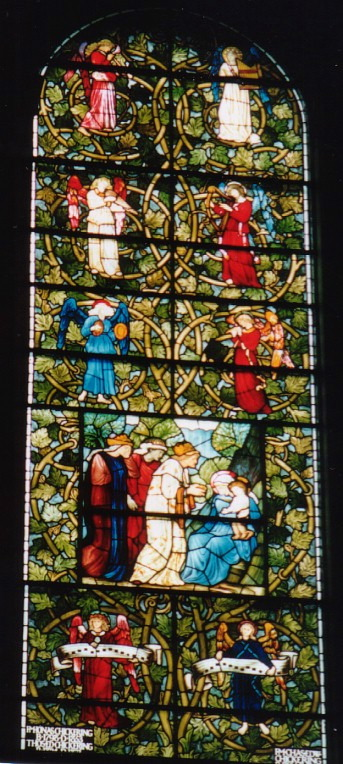
Vitrail Le culte du Mage par Edward Burne-Jones and William Morris's , 1882.
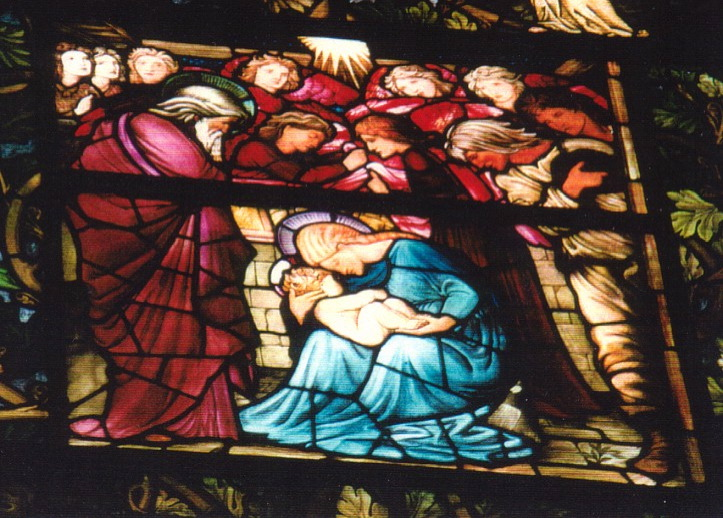
Vitrail Le Culte des Bergerspar Edward Burne-Jones and William Morris's , 1882.
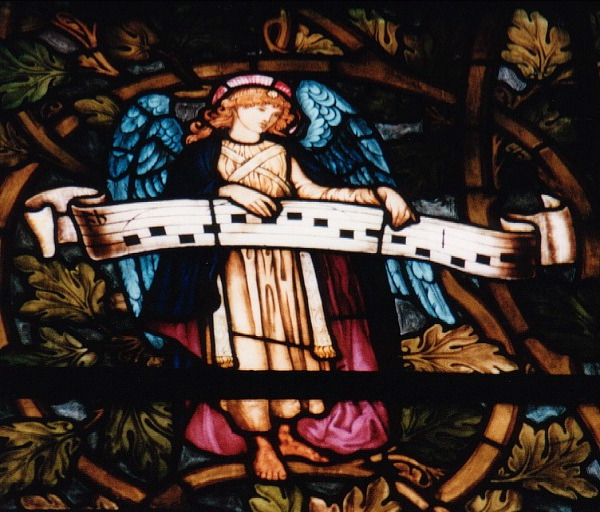
Detail du vitrail Le Culte des Bergers par Edward Burne-Jones and William Morris's, 1882.
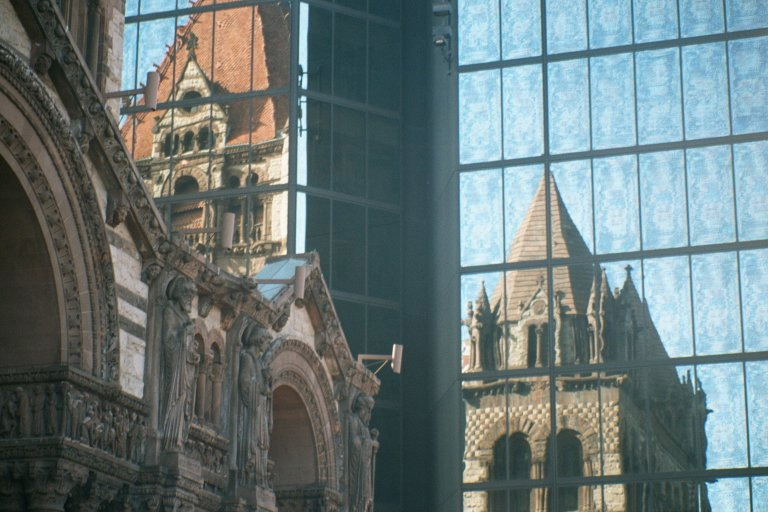
L'église de la Trinité se reflétant dans les vitres de la John Hancock Tower, 2001.
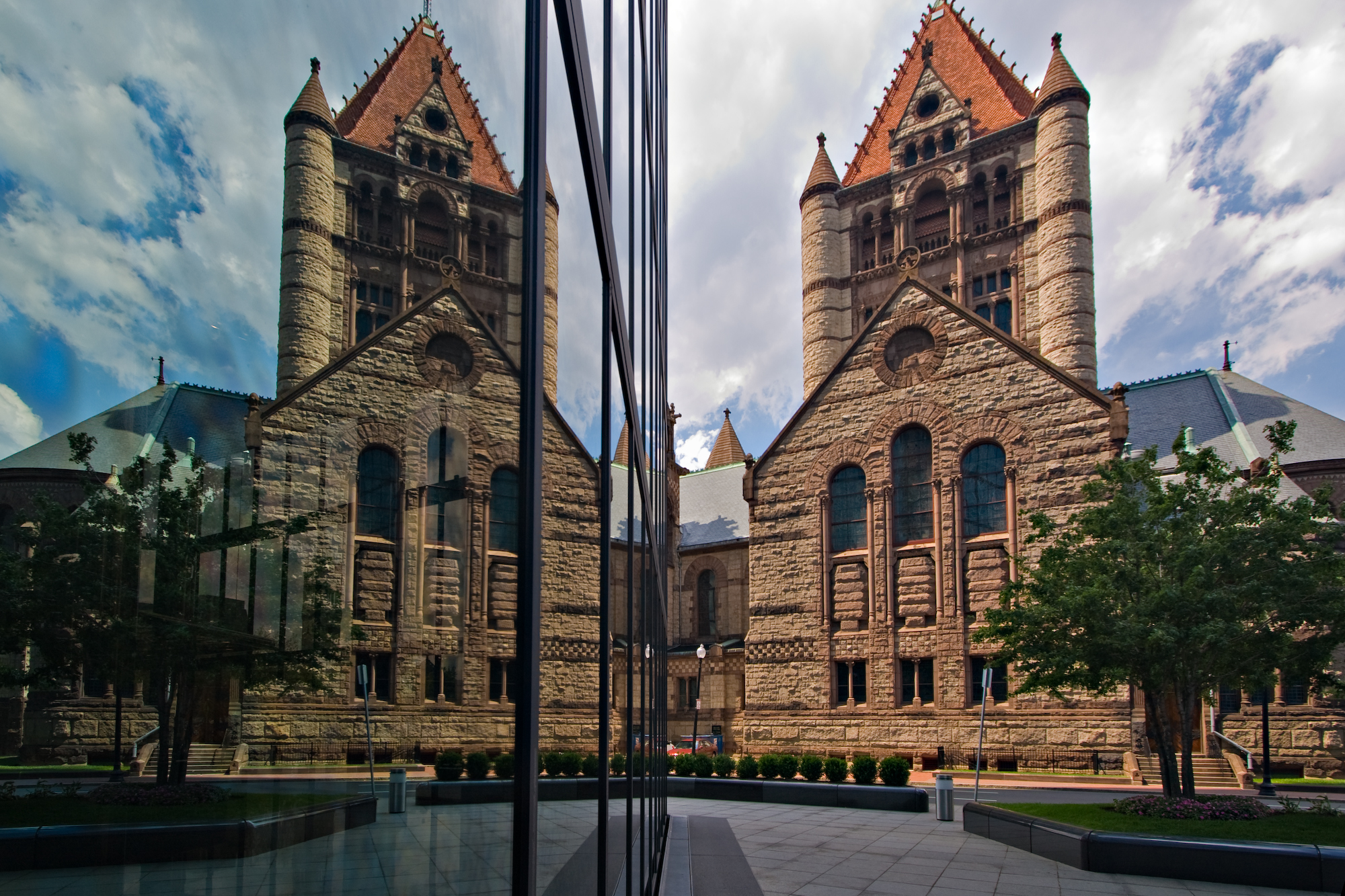
L'église de la Trinité se reflétant sur la façade de la John Hancock Tower, 2007.
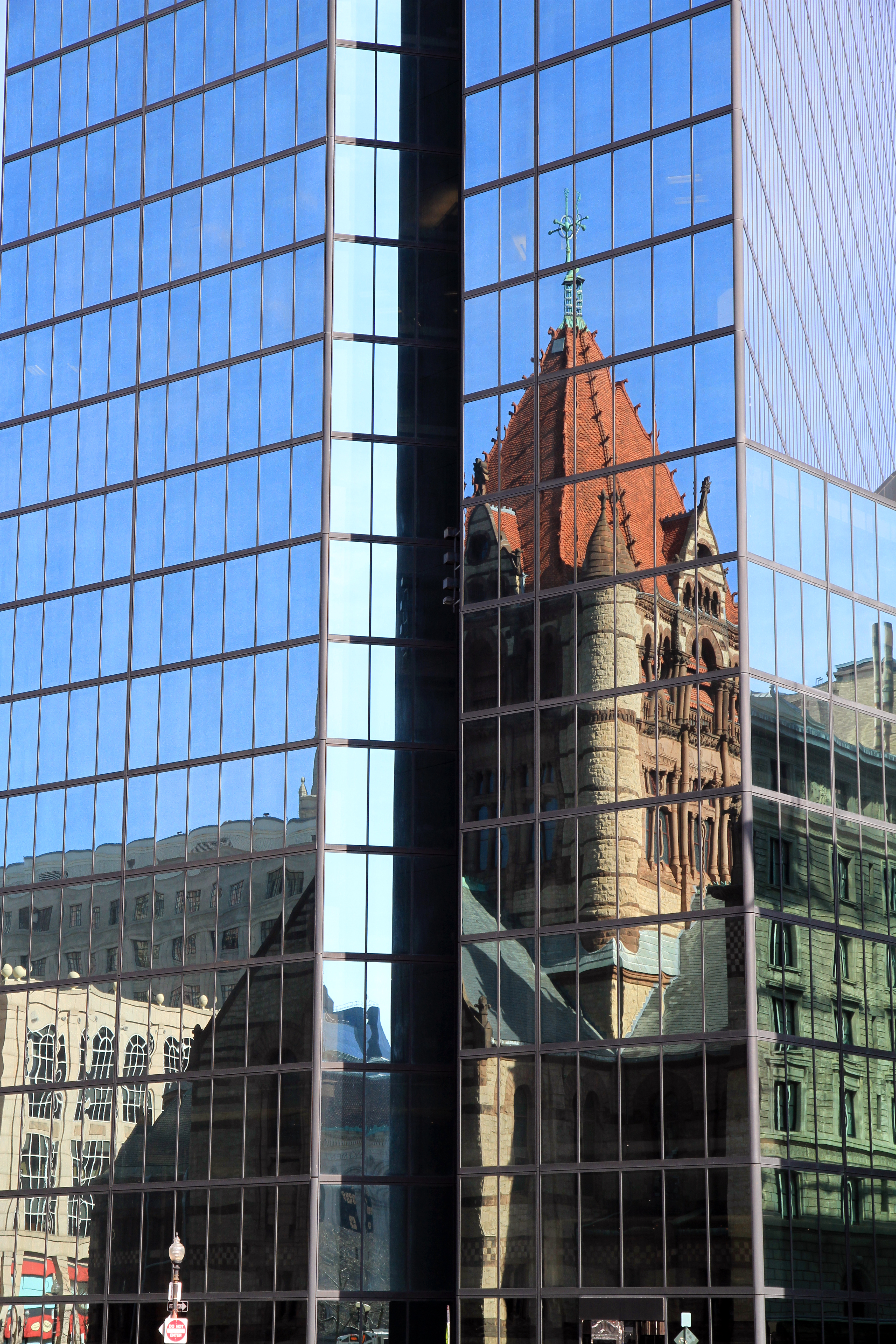
Reflets de l'église de la Trinité, 2013.
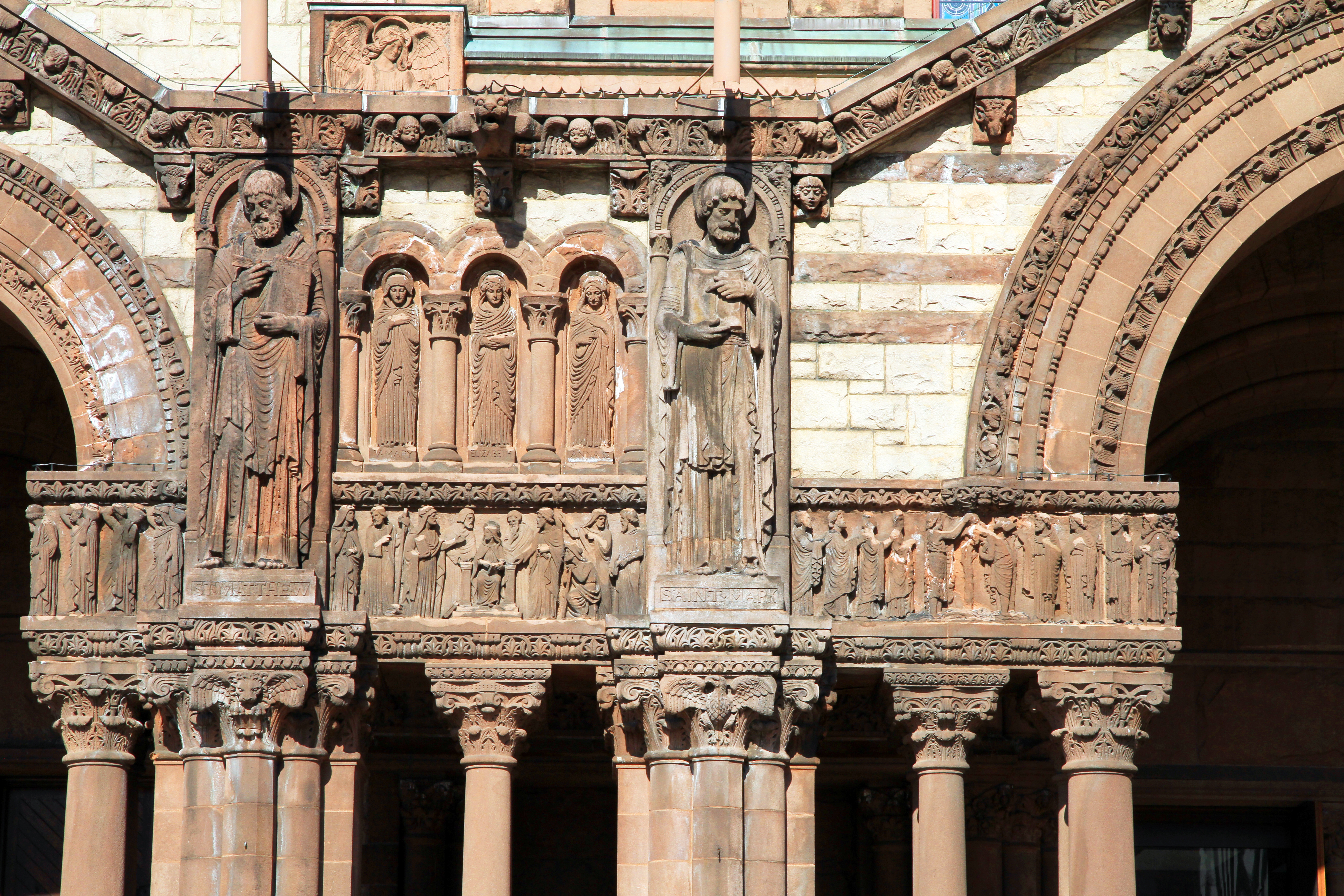
L'église de la Trinité, 2013.